# Paddy Driver
Paddy Driver   (Johannesburg, 13 de maig de 1934) va ser un pilot de moto i de curses automobilístiques sud-africà que va arribar a disputar curses de Fórmula 1 i del Mundial de motociclisme.

## Resultats al Mundial de motociclisme
Barem de puntuació de 1950 a 1968:
| Posició | 1 | 2 | 3 | 4 | 5 | 6 |
| Punts   | 8 | 6 | 4 | 3 | 2 | 1 |

(Ids. Grans Premis | Llegenda) (Curses en negreta indiquen pole; curses en  itàlica indiquen volta ràpida)
| Any  | Categoria | Equip     | 1      | 2      | 3      | 4      | 5     | 6     | 7     | 8     | 9     | 10    | 11    | Punts | Posició | Victòries |
| ---- | --------- | --------- | ------ | ------ | ------ | ------ | ----- | ----- | ----- | ----- | ----- | ----- | ----- | ----- | ------- | --------- |
| 1958 | 350cc     | Norton    | IOM 11 | DTT -  | BEL -  | GER -  | SWE - | ULS - | NAT - |       |       |       |       | 0     | -       | 0         |
| 1958 | 500cc     | Norton    | IOM NC | DTT -  | BEL -  | GER -  | SWE - | ULS - | NAT - |       |       |       |       | 0     | -       | 0         |
| 1959 | 350cc     | Norton    | FRA 5  | IOM NC | GER -  | DTT -  | BEL - | SWE - | ULS - | NAT 5 |       |       |       | 4     | 12è     | 0         |
| 1959 | 500cc     | Norton    | FRA 6  | IOM 6  | GER -  | DTT -  | BEL - | SWE - | ULS - | NAT 6 |       |       |       | 3     | 13è     | 0         |
| 1960 | 350cc     | Norton    | FRA 5  | IOM 14 | DTT 5  | BEL -  | GER - | ULS 6 | NAT - |       |       |       |       | 5     | 9è      | 0         |
| 1960 | 500cc     | Norton    | FRA 4  | IOM 9  | DTT 4  | BEL -  | GER - | ULS - | NAT 4 |       |       |       |       | 9     | 7è      | 0         |
| 1961 | 250cc     | Suzuki    | ESP -  | GER -  | FRA -  | IOM NC | DTT - | BEL - | DDR - | ULS - | NAT - | SWE - | ARG - | 0     | -       | 0         |
| 1961 | 350cc     | Norton    |        | GER -  |        | IOM 10 | DTT - |       | DDR - | ULS - | NAT - | SWE - |       | 0     | -       | 0         |
| 1961 | 500cc     | Norton    |        | GER -  | FRA -  | IOM NC | DTT - | BEL 6 | DDR - | ULS - | NAT 3 | SWE - | ARG - | 5     | 10è     | 0         |
| 1962 | 125cc     | EMC       | ESP -  | FRA -  | IOM NC | DTT -  | BEL 3 | GER - | ULS 6 | DDR - | NAT 6 | FIN - | ARG - | 6     | 10è     | 0         |
| 1962 | 500cc     | Norton    |        |        | IOM -  | DTT -  | BEL 4 |       | ULS - | DDR 5 | NAT 5 | FIN - | ARG - | 7     | 9è      | 0         |
| 1963 | 350cc     | AJS       | GER -  | IOM 9  | DTT -  | BEL -  | ULS - | DDR - | FIN - | NAT - |       | JPN - |       | 0     | -       | 0         |
| 1963 | 500cc     | Matchless |        | IOM 7  | DTT -  | BEL -  | ULS - | DDR - | FIN - | NAT - | ARG - |       |       | 0     | -       | 0         |
| 1964 | 350cc     | AJS       |        | IOM 9  | DTT 4  |        | GER 5 | DDR - | ULS - | FIN - | NAT - | JPN - |       | 5     | 7è      | 0         |
| 1964 | 500cc     | Matchless | USA 5  | IOM 26 | DTT 3  | BEL 3  | GER - | DDR 3 | ULS - | FIN 5 | NAT - | JPN - |       | 16    | 5è      | 0         |
| 1965 | 350cc     | AJS       | GER 6  | IOM NC | DTT -  |        | DDR - | CSR - | ULS - | FIN - | NAT - | JPN - |       | 1     | 24è     | 0         |
| 1965 | 500cc     | Matchless | GER -  | IOM NC | DTT 3  | BEL 4  | DDR 3 | CSR 4 | ULS 2 | FIN 2 | NAT - | JPN - |       | 26    | 3r      | 0         |

## A la F1
Paddy Driver va debutar a la desena i última cursa de la temporada 1963 (la catorzena temporada de la història) del campionat del món de la Fórmula 1, disputant el 28 de desembre del 1963 el GP de Sud-àfrica al circuit de East London.
Va participar en un total de dues proves puntuables pel campionat de la F1, disputades en dues temporades no consecutives (1963 i 1974), no aconseguint finalitzar cap cursa i no assolí cap punt pel campionat del món de pilots.

### Resultats a la Fórmula 1
| Any  | Equip             | Xassís | Motor    | 1   | 2   | 3       | 4   | 5   | 6   | 7   | 8   | 9   | 10      | 11  | 12  | 13  | 14  | 15  | Posició | Punts |
| ---- | ----------------- | ------ | -------- | --- | --- | ------- | --- | --- | --- | --- | --- | --- | ------- | --- | --- | --- | --- | --- | ------- | ----- |
| 1963 | Selby Auto Spares | Lotus  | BRM      | MON | BEL | HOL     | FRA | GBR | ALE | ITA | USA | MEX | SUD NVS |     |     |     |     |     | -       | 0     |
| 1974 | Team Gunston      | Lotus  | Cosworth | ARG | BRA | SUD Ret | ESP | BEL | MON | SUE | HOL | FRA | GBR     | ALE | AUT | ITA | CAN | USA | -       | 0     |

### Resum
| Curses: | Victòries: | Pòdiums: | Poles: | Voltes ràpides: | Punts: |
| ------- | ---------- | -------- | ------ | --------------- | ------ |
| 2       | 0          | 0        | 0      | 0               | 0      |